# N-336

La N-336 en principio iba a ser una carretera nacional española que comunicaba las localidades de Baza y Huércal-Overa recorriendo el Valle del Almanzora, cuando se hizo la Ley de Carreteras 25/1988 de 29 de julio, pero fue sustituida por la carretera comarcal C-323 y más tarde fue renombrada como carretera autonómica A-334.